# 白衣女士
白衣女士（西班牙語：Damas de Blanco），古巴人權团体，成員為75名異議人士的妻子和母亲，她們的丈夫和兒子都被長期監禁。白衣女士堅持每周穿白衣參加天主教教堂彌撒，並沈默游行以示抗議。

## 获奖
- 2005年，获欧洲议会萨哈罗夫奖。
- 2011年，获美国国务院国家人权捍卫者奖。
- 2018年，获卡托研究所米尔顿·弗里德曼自由奖

## 领导人
- 勞拉·波利安